# Roches errantes

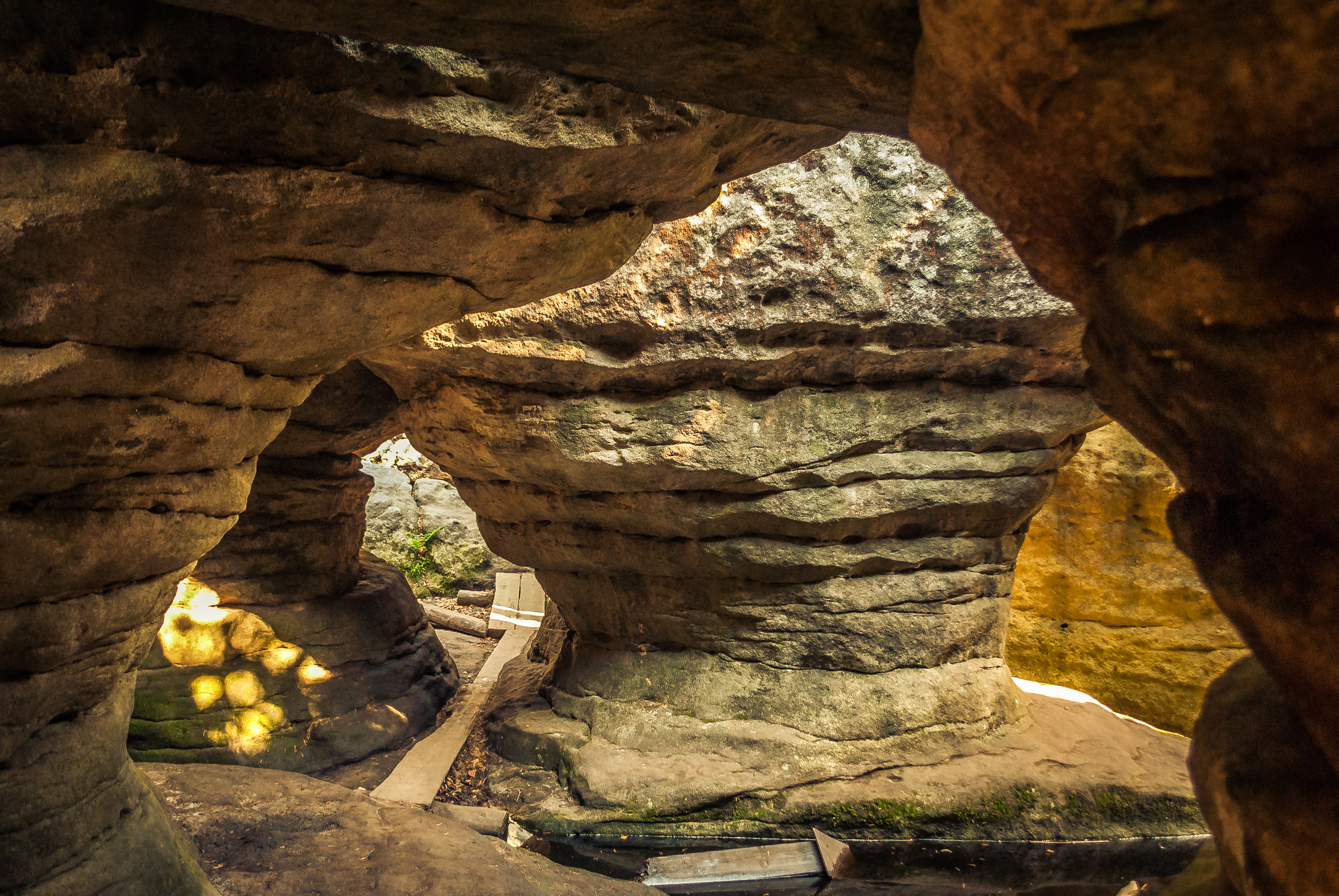
Les couloirs.

Les Roches errantes (en polonais : Błędne Skały, en allemand : Wilde Löcher) sont un complexe rocheux situé à une altitude d'environ 853 mètres, composant un labyrinthe pittoresque (la « ville rocheuse ») situé dans le sud-ouest de la Pologne, dans les Sudètes centrales, et faisant partie de la chaîne des monts Tabulaires.

## Localisation
Le labyrinthe des Roches errantes se trouve sur le territoire du parc national des monts Tabulaires et s’étend sur la partie nord-ouest de Stoliwo Skalniak. Il est situé entre Kudowa-Zdrój et Karłów, près de la frontière tchèque. Le village le plus proche est Bukowina Kłodzka. Jusqu’à la création du parc national des monts Tabulaires, le terrain d’environ 21 ha appartenait à la réserve naturelle.

## Création

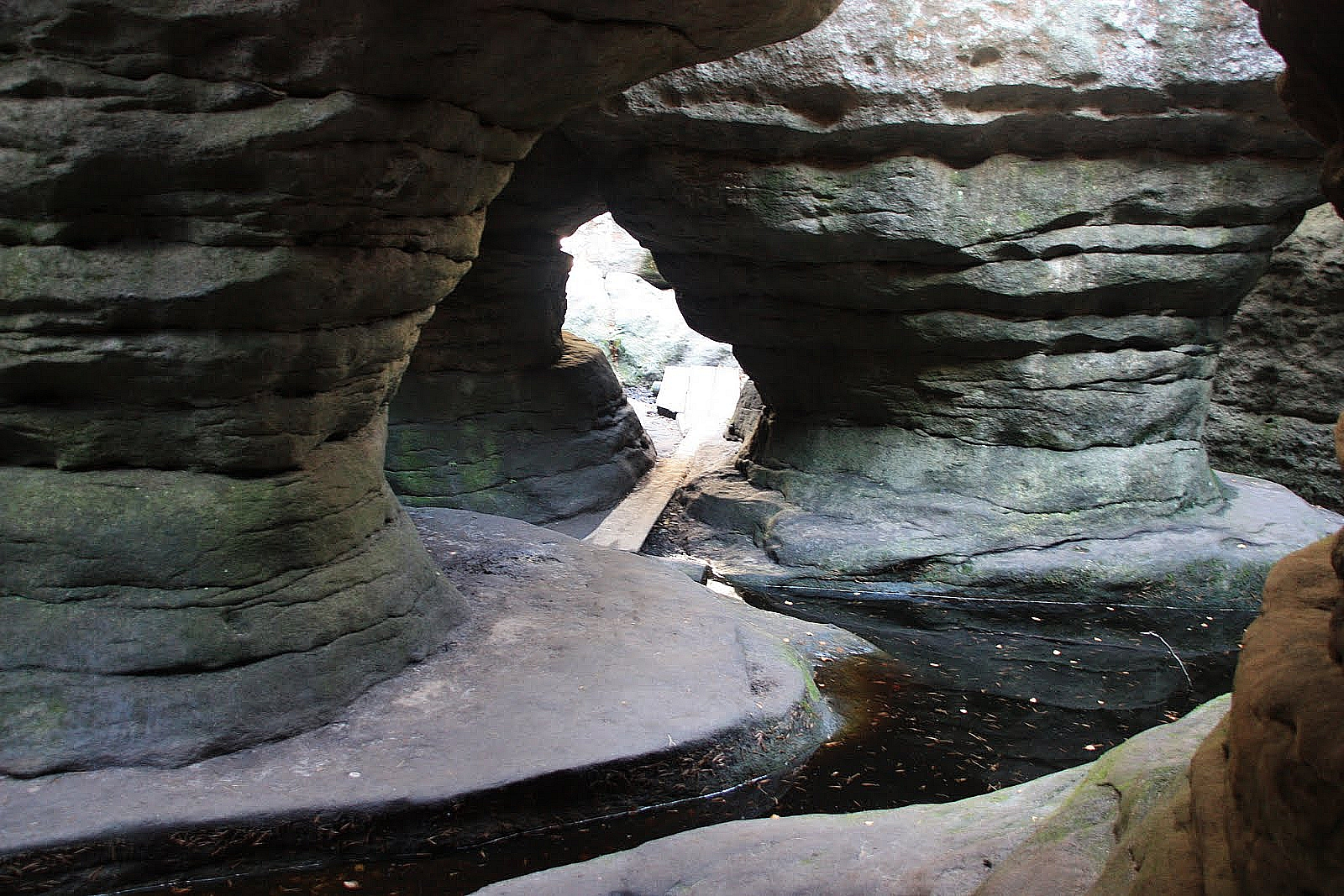
Les Roches errantes.

Au fond de la mer, au Crétacé supérieur, les grands bancs de grès se sont déposés. À l’ère tertiaire, lors de l’orogenèse alpine, ils ont été surélevés avec les Sudètes. Ensuite a commencé une longue période d’érosion et de météorisation. À cause de la résistance inégale de différentes couches rocheuses à la météorisation, des crevasses se sont élargies, qui coupent de nos jours le massif dans trois directions, des couloirs de quelques mètres de profondeur et de largeur variable.

## Sentiers de randonnée

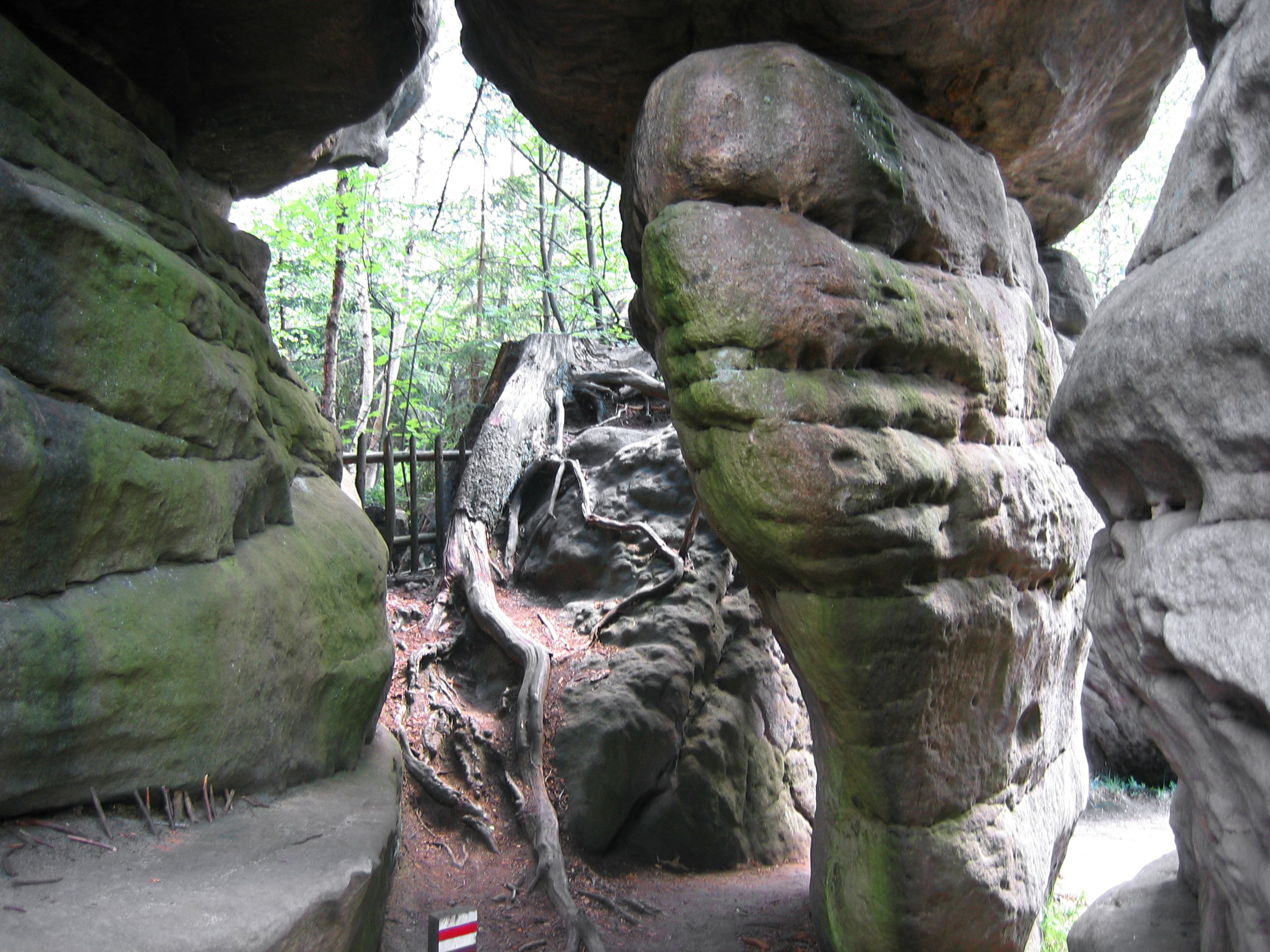
La roche appelée « Le navire ».

Il y a deux sentiers de randonnée balisés à travers les Roches errantes : de Duszniki-Zdrój à Karłów, et de Polanica-Zdrój à Karłów. Une route touristique de quelques centaines de mètres mène entre les formations rocheuses différentes, telles que les massues rocheuses, les rochers-champignons et les obélisques rocheux. Quelques roches portent leurs propres noms : Stołowy Głaz, Tunel, Kuchnia ou Kurza Stopka. Dans les endroits les plus étroits, les touristes doivent se frayer un chemin entre les crevasses de quelques dizaines de centimètres.

## Nom

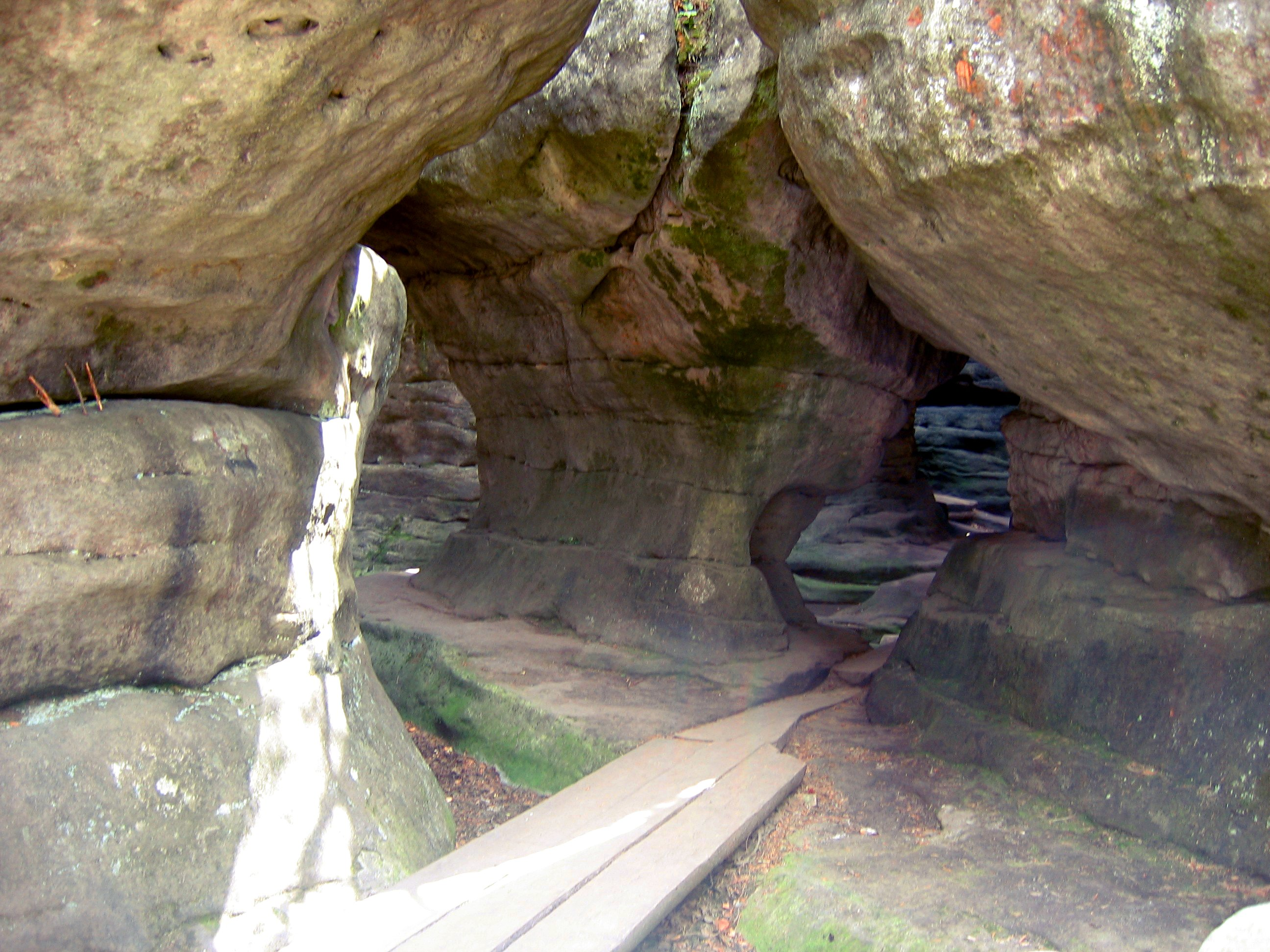
Les couloirs.

Pendant quelques années après la Seconde Guerre mondiale, on appelait les Roches errantes « les Creux du Loup ». Ce nom a été utilisé entre autres par les gardes-frontières dans les messages, par les journalistes dans les couvertures de presse ou par les auteurs des guides touristiques, tels que Anna et Ignacy Potocki. Quelquefois, on comparait les Roches errantes aux ruines du château.
Selon une légende, les Roches errantes ont été créées par Rübezahl.

## Anecdotes

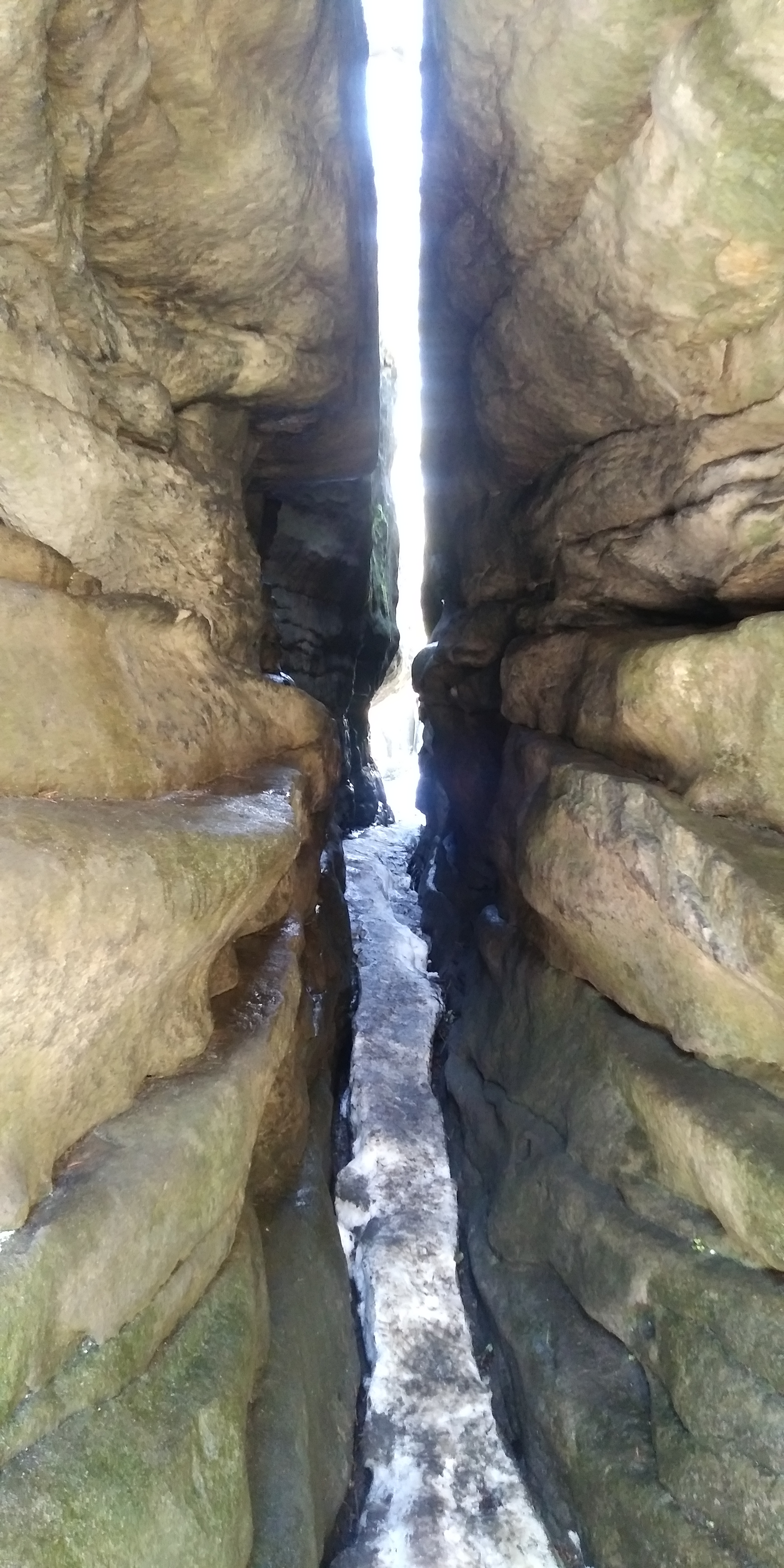
Le premier jour du printemps.

Quelques films ont été tournés dans les Roches errantes, tels que :
- Les Chroniques de Narnia : Le Prince Caspian[2] ;
- L’Ami du Diable Joyeux ;
- Les Maîtres des sortilèges